# O’boy
För andra betydelser, se Oh Boy.
O’boy är ett varumärke för chokladpulver och drickfärdig chokladdryck som ägs av Mondelēz International (tidigare Kraft Foods). O’boy-produkterna innehåller bland annat kakao och socker och säljs i de nordiska länderna samt i Estland. Tillverkningen sker i Marabou-fabriken i Upplands Väsby.

## Historia
O’boy-drycken lanserades av Findus 1960. Tillverkningen skedde ursprungligen i Findus lokaler i Bjuv och namnet O’boy kom till efter inspiration från en studieresa till USA. När ägaren Marabou sålde Findus till Nestlé 1962 började O’boy produceras av Marabou som idag är en del av Mondelēz International. O’boy har förekommit i olika varianter.

## Varianter av O’boy
Jordgubbs-O’boy kom 1966 och Vanilj-O’boy 1967. Under tidigt 1970-tal berikades sortimentet med Blåbärs-O’boy samt den kortlivade Mocca-O’boy – ”för vuxna”. Samtliga dessa smaker försvann i mitten av 1970-talet. Under 1990-talet fanns även Banan-O’boy och Toffé-O’boy, men den slutade dock tillverkas på grund av för låga försäljningssiffror.
Jordgubbs-O’boy gjorde en comeback i början av 2000-talet. Även en sockerfri variant har funnits tillgänglig sedan 2006 men togs bort ur sortimentet under hösten 2009. I vecka 37 2009 lanserade O’boy två nyheter: O’boy Plus med smak som originalet men innehåller kostfiber och 30 procent mindre socker. Den andra nyheten hette O’boy Dark och hade ett högre kakaoinnehåll (32 procent).
2010 såldes O’boy Daim ltd edition, blandad med Daim-bitar, under en begränsad tid.
2012 lanserades, som ett gästspel under en begränsad tid, O’boy Choco Strawberry Limited Edition.